# Сосновский, Пётр Семёнович
Пётр Семёнович Сосновский (3 июля 1959 — 25 октября 2024) — советский и российский дирижёр, заслуженный артист Российской Федерации. Член партии «Единая Россия».

## Биография
Пётр Сосновский родился 3 июля 1959 в селе Каменка, Апостоловского района Днепропетровской области (Украинская ССР, СССР). После окончания школы поступил на духовое-эстрадное отделение Днепропетровского культурно-просветительного училища, выбрав класс трубы. В ноябре 1977 года был призван в ряды Советской Армии, где он служил музыкантом в духовом оркестре и ансамбле песни и пляски Северо-Кавказского военного округа.
После окончания службы, с 1979 по 1984 год, учился в Тамбовском филиале Московского государственного института культуры, где избирался секретарём комитета комсомола эстрадно-духового отделения, а затем стал освобождённым секретарём комитета комсомола Тамбовского филиала МГИК.
В 1985 году Сосновский поступил на действительную военную службу старшиной военного оркестра в звании прапорщика при Тамбовском высшем военном командном училище химической защиты. В 1998 году был назначен военным дирижёром училища.
В 2003 году коллектив, возглавляемый Сосновским, был отмечен премией «Золотая пчела» в номинации «За достижения в области культуры и искусства». За личные заслуги, высокие показатели в боевой подготовке, примерную службу и вклад в укрепление воинской дисциплины приказом министра обороны РФ ему досрочно присвоили звание капитана. В 2004 году в результате реорганизации военный оркестр был расформирован.  
Сосновский стал инициатором создания Губернаторского духового оркестра при содействии губернатора Тамбовской области Олега Ивановича Бетина и Тамбовской областной Думы. Первый концерт оркестра состоялся 18 февраля 2005 года.
В ноябре 2008 года на Российских оркестровых ассамблеях и семинаре-практикуме в Москве Губернаторский духовой оркестр был признан одним из лучших в стране в номинации «Профессиональные коллективы». Это признание открыло для него двери к участию во всероссийских и международных конкурсах и фестивалях духовых оркестров.
В 2014 году Сосновскому было присвоено почётное звание «Заслуженный артист Российской Федерации».

## Награды и звания
За многолетнюю работу, вклад в развитие и сохранение культурной сферы, а также за популяризацию духовой музыки в Тамбовской области Пётр Семёнович Сосновский неоднократно получал Почётные грамоты от администрации региона, областной Думы и управления культуры и архивного дела Тамбовской области. Также имел другие награды:
- Нагрудный знак администрации Тамбовской области «За трудовые достижения»
- Медаль «За отличие в военной службе» II и III степеней
- Медаль «Наше наследие» имени Георгия Свиридова
- Знак отличия Минобороны РФ «За заслуги»
- Знак Николая Римского-Корсакова
- Почётное звание «Заслуженный артист Российской Федерации».